# Куйбишевський район (Новосибірська область)
Куйбишевський район — муніципальне утворення в Новосибірській області Росії.
Адміністративний центр — місто Куйбишев.

## Географія
Район розташований у західній частині Новосибірської області. Північна межа району примикає до Сєвєрного району, в північно-західна частина — до Венгеровського, на південному заході — до Чановського, на півдні — до Барабинського і на сході — до Убінського району.

## Історія
Район утворений 1936 року в складі Західно-Сибірського краю. В 1937 році район включений до складу новоствореної Новосибірської області.

## Економіка
На території району розташовані підприємства хімічної промисловості, машинобудування, поліграфії, легкої промисловості, будівельної індустрії, сільськогосподарські підприємства та особисті підсобні господарства населення. Найбільшими промисловими підприємствами Куйбишевського району є: ФКП «Анозит» (хімічна промисловість), ВАТ «Каз-Холдинг» (виробництво запчастин), ТОВ «Луанкос» (колишнє ТОВ «Бараба» і ТОВ «Бараба і К» (виробництво молочної продукції), Барабинська ТЕЦ.

## Населення
| 2002    | 2009    | 2010    | 2011    | 2012    | 2013    | 2014    |
| ------- | ------- | ------- | ------- | ------- | ------- | ------- |
| 19 386  | ↗65 760 | ↘65 295 | ↘60 596 | ↘59 829 | ↘59 340 | ↘58 905 |
| 2015    | 2016    | 2017    | 2018    | 2019    |         |         |
| ↘58 748 | ↘58 346 | ↘57 826 | ↘57 489 | ↘56 815 |         |         |